# Buttelstedt
Buttelstedt – część gminy (Ortsteil) Am Ettersberg w Niemczech, w kraju związkowym Turyngia, w powiecie Weimarer Land. Do 31 grudnia 2018 miasto wchodzące w skład wspólnoty administracyjnej Nordkreis Weimar. Do 30 grudnia 2013 siedziba wspólnoty administracyjnej Buttelstedt.

## Współpraca
Miejscowość partnerska:
- Volkmarsen, Hesja